# Francisco Calo Lourido
Francisco Calo Lourido (Porto do Son, 1948) es un antropólogo y arqueólogo gallego.

## Trayectoria
Licenciado en Filosofía y Letras y Doctor en Geografía e Historia por la Universidad de Santiago de Compostela. Catedrático de Geografía e Historia, ha sido director de varios institutos, y actualmente imparte clases en el IES Torrente Ballester de Pontevedra. Impartió clases en las universidades de Santiago y de Oporto y fue becario de Formación de Personal Investigador del CSIC.
Es patrón del Museo do Pobo Galego, del que fue secretario de la Junta Rectora, correspondiente de la Real Academia Galega, miembro de la “Sociedade Portuguesa de Antropologia e Etnologia”, entre otras entidades.
Desarrolla su actividad investigadora en los campos de la Antropología y la Arqueología, trabajando en numerosos yacimientos arqueológicos asturianos, portugueses y gallegos. En particular, ha dirigido las excavaciones y consolidación del Castro de Baroña. 
Su tesis doctoral fue "A plástica da cultura castrexa galego-portuguesa" (Universidad de Santiago de Compostela, 1991), en la que concluyó en que´el florecimiento de la plástica castrexa ocurriría en el siglo I de nuestra era. Habría florecido bajo la influencia romana, desde un punto de vista político y cultural, hasta el punto de deber considerarse como arte provincial romano en todos los sentidos.

## Obras en gallego[2]

### Ensayo
- As artes de pesca, 1980, Museo do Pobo Galego.
- A cultura castrexa, 1993, A Nosa Terra.
- Os habitantes dos castros, 1994, A Nosa Terra.
- A plástica da cultura castrexa galego-portuguesa, 2 tomos, 1994, Fundación Barrié.
- Xentes do mar. Traballos, tradición e costumes, 1996, A Nosa Terra.
- Castro de Baroña, 1997, Concello de Porto do Son.
- Os celtas. Unha (re)visión dende Galicia, 2010, Xerais.

### Narrativa
- Salseiros, 2001, Espiral Maior.

### Ediciones
- Memoria sobre la pesca de sardina en las costas de Galicia, de Xosé Cornide, 1997, Consello da Cultura Galega.

### Obras colectivas
- Estudos de cultura castrexa e de historia antiga de Galicia, 1983, Universidad de Santiago.
- Castro de Baroña : campañas 1980-1984, 1986, Junta de Galicia.
- Historia Xeral de Galicia, 1997, A Nosa Terra.
- Antropoloxía mariñeira: actas do Simposio Internacional in memoriam Xosé Filgueira Valverde, 1998, Consello da Cultura Galega.
- Fainas do mar: vida e trabalho no litoral norte, 1999, Centro Regional de Artes Tradicionais, Porto.
- Pontevedra e o mar. Simposio de Historia Marítima do século XII ao XVI, 2003, Concello de Pontevedra.
- Caras de Pontevedra, 2005, A Nosa Terra.

## Obras en castellano[2]

### Ensayo
- La cultura de un pueblo marinero: Porto do Son, 1978, Universidad de Santiago.

### Obras colectivas
- La construcción del texto etnográfico a través de dos autores: aportación a una historia de la etnografía en Galicia, 1996, Instituto Padre Sarmiento de Estudios Gallegos.

## Premios
- Premio Antón Losada Diéguez en 2011,[3] por la obra Os celtas. Unha (re)visión dende Galicia.